# Choi Kang-hee
Dans ce nom coréen, le nom de famille, Choi, précède le nom personnel.
Choi Kang-hee (coréen : 최강희) (né le 12 avril 1959 à Yangpyeong en Corée du Sud) est un footballeur international sud-coréen, qui évoluait au poste de défenseur, avant de devenir entraîneur.

## Biographie

### Carrière de joueur

#### Carrière en sélection
Avec l'équipe de Corée du Sud, il joue 30 matchs (pour aucun but inscrit) entre 1988 et 1992. Il figure notamment dans le groupe des sélectionnés lors de la coupe du monde de 1990. Il joue trois matchs lors du mondial : contre la Belgique, l'Espagne et enfin l'Uruguay.
Il participe également aux JO de 1988, ainsi qu'à la coupes d'Asie des nations de 1988. Lors du tournoi olympique, il joue contre l'URSS, les États-Unis et l'Argentine.

## Palmarès
| Jeonbuk Hyundai Motors - Championnat de Corée du Sud (5) : - Champion : 2009, 2011, 2014, 2015 et 2017. - Coupe de Corée du Sud (1) : - Vainqueur : 2005. - Ligue des champions de l'AFC (2) : - Vainqueur : 2006 et 2016. |  | Corée du Sud - Coupe d'Asie des nations : - Finaliste : 1988. |